# Avazan
Avazan (in armeno Ավազան?) è un comune dell'Armenia di 216 abitanti (2009) della provincia di Gegharkunik.